# Pickaway County
Pickaway County ist ein County im Bundesstaat Ohio der Vereinigten Staaten. Der Verwaltungssitz (County Seat) ist Circleville.

## Geographie
Das County liegt im mittleren Süden von Ohio und hat eine Fläche von 1313 Quadratkilometern, wovon 13 Quadratkilometer Wasserfläche sind. Es grenzt im Uhrzeigersinn an folgende Countys: Franklin County, Fairfield County, Hocking County, Ross County, Fayette County und Madison County.

## Geschichte
Pickaway County wurde am 12. Januar 1810 aus Teilen des Fairfield-, Franklin- und des Ross County gebildet. Benannt wurde es nach den nordamerikanischen Piqua-Indianern, die hier lebten.
29 Bauwerke und Stätten des Countys sind im National Register of Historic Places eingetragen (Stand 11. Mai 2018).

## Demografische Daten

Alterspyramide des Pickaway County

Nach der Volkszählung im Jahr 2000 lebten im Pickaway County 52.727 Menschen in 17.599 Haushalten und 13.287 Familien. Die Bevölkerungsdichte betrug 41 Einwohner pro Quadratkilometer. Ethnisch betrachtet setzte sich die Bevölkerung zusammen aus 91,95 Prozent Weißen, 6,43 Prozent Afroamerikanern, 0,28 Prozent amerikanischen Ureinwohnern, 0,22 Prozent Asiaten, 0,03 Prozent Bewohnern aus dem pazifischen Inselraum und 0,15 Prozent aus anderen ethnischen Gruppen; 0,93 Prozent stammten von zwei oder mehr Ethnien ab. 0,63 Prozent der Bevölkerung waren spanischer oder lateinamerikanischer Abstammung.
Von den 17.599 Haushalten hatten 35,4 Prozent Kinder und Jugendliche unter 18 Jahre, die bei ihnen lebten. 61,5 Prozent waren verheiratete, zusammenlebende Paare, 9,8 Prozent waren allein erziehende Mütter, 24,5 Prozent waren keine Familien, 20,6 Prozent waren Singlehaushalte und in 9,1 Prozent lebten Menschen im Alter von 65 Jahren oder darüber. Die Durchschnittshaushaltsgröße betrug 2,63 und die durchschnittliche Familiengröße lag bei 3,02 Personen.
Auf das gesamte County bezogen setzte sich die Bevölkerung zusammen aus 24,3 Prozent Einwohnern unter 18 Jahren, 9,0 Prozent zwischen 18 und 24 Jahren, 32,6 Prozent zwischen 25 und 44 Jahren, 23,4 Prozent zwischen 45 und 64 Jahren und 10,8 Prozent waren 65 Jahre alt oder darüber. Das Durchschnittsalter betrug 36 Jahre. Auf 100 weibliche Personen kamen 122,2 männliche Personen. Auf 100 Frauen im Alter von 18 Jahren oder darüber kamen statistisch 125,0 Männer.
Das jährliche Durchschnittseinkommen eines Haushalts betrug 42.832 USD, das Durchschnittseinkommen der Familien betrug 49.259 USD. Männer hatten ein Durchschnittseinkommen von 36.265 USD, Frauen 26.086 USD. Das Prokopfeinkommen betrug 17.478 USD. 7,6 Prozent der Familien und 9,5 Prozent der Bevölkerung lebten unterhalb der Armutsgrenze. Davon waren 13,4 Prozent Kinder oder Jugendliche unter 18 Jahre und 7,0 Prozent waren Menschen über 65 Jahre.